# Ларрі Гіллмен
Ларрі Гіллмен (англ. Larry Hillman, 5 лютого 1937, Кіркленд-Лейк — 3 червня 2022) — канадський хокеїст, що грав на позиції захисника. Згодом — хокейний тренер.
Мав двох братів, старшого Флойда та молодшого Вейна також хокеїстів в минулому.

## Ігрова кар'єра
Професійну хокейну кар'єру розпочав 1955 року.
Протягом професійної клубної ігрової кар'єри, що тривала 22 роки захищав кольори команд «Детройт Ред-Вінгс», «Бостон Брюїнс», «Торонто Мейпл-Ліфс», «Міннесота Норт-Старс», «Монреаль Канадієнс», «Філадельфія Флаєрс», «Лос-Анджелес Кінгс», «Баффало Сейбрс», «Клівленд Крузейдерс» та «Вінніпег Джетс».

## Тренерська робота
1977 року розпочав тренерську роботу в ВХА. Тренерська кар'єра обмежилася роботою з командою «Вінніпег Джетс».

## Нагороди та досягнення
- Нагорода Едді Шора — 1960.
- Володар Кубка Стенлі в складі «Детройт Ред-Вінгс» — 1955.
- Володар Кубка Стенлі в складі «Торонто Мейпл-Ліфс» — 1962, 1963, 1964, 1967.
- Володар Кубка Колдера в складі «Рочестер Американс» — 1965, 1966.
- Володар Кубка Стенлі в складі «Монреаль Канадієнс» — 1968.
- Володар Кубка Авко в складі «Вінніпег Джетс» — 1976 (як гравець), 1978 (як тренер).
- Учасник матчу усіх зірок НХЛ — 1962, 1963, 1964, 1968.

## Ігрова статистика
| Сезон        | Клуб                   | Ліга         | Регулярний сезон | Регулярний сезон | Регулярний сезон | Регулярний сезон | Регулярний сезон | Плей-оф | Плей-оф | Плей-оф | Плей-оф | Плей-оф |
| Сезон        | Клуб                   | Ліга         | І                | Г                | П                | О                | ШХ               | І       | Г       | П       | О       | ШХ      |
| ------------ | ---------------------- | ------------ | ---------------- | ---------------- | ---------------- | ---------------- | ---------------- | ------- | ------- | ------- | ------- | ------- |
| 1954–55      | «Детройт Ред-Вінгс»    | НХЛ          | 7                | 0                | 0                | 0                | 2                | 3       | 0       | 0       | 0       | 0       |
| 1955–56      | «Детройт Ред-Вінгс»    | НХЛ          | 47               | 0                | 3                | 3                | 53               | 10      | 0       | 1       | 1       | 6       |
| 1956–57      | «Детройт Ред-Вінгс»    | НХЛ          | 16               | 1                | 2                | 3                | 4                | —       | —       | —       | —       | —       |
| 1957–58      | «Бостон Брюїнс»        | НХЛ          | 70               | 3                | 19               | 22               | 60               | 11      | 0       | 2       | 2       | 6       |
| 1958–59      | «Бостон Брюїнс»        | НХЛ          | 55               | 3                | 10               | 13               | 19               | 7       | 0       | 1       | 1       | 0       |
| 1959–60      | «Бостон Брюїнс»        | НХЛ          | 2                | 0                | 1                | 1                | 0                | —       | —       | —       | —       | —       |
| 1960–61      | «Торонто Мейпл-Ліфс»   | НХЛ          | 62               | 3                | 10               | 13               | 59               | 5       | 0       | 0       | 0       | 0       |
| 1961–62      | «Торонто Мейпл-Ліфс»   | НХЛ          | 5                | 0                | 0                | 0                | 4                | —       | —       | —       | —       | —       |
| 1962–63      | «Торонто Мейпл-Ліфс»   | НХЛ          | 5                | 0                | 0                | 0                | 2                | —       | —       | —       | —       | —       |
| 1963–64      | «Торонто Мейпл-Ліфс»   | НХЛ          | 33               | 0                | 4                | 4                | 31               | 11      | 0       | 0       | 0       | 2       |
| 1964–65      | «Торонто Мейпл-Ліфс»   | НХЛ          | 2                | 0                | 0                | 0                | 2                | —       | —       | —       | —       | —       |
| 1965–66      | «Торонто Мейпл-Ліфс»   | НХЛ          | 48               | 3                | 25               | 28               | 34               | 4       | 1       | 1       | 2       | 6       |
| 1966–67      | «Торонто Мейпл-Ліфс»   | НХЛ          | 55               | 4                | 19               | 23               | 40               | 12      | 1       | 2       | 3       | 0       |
| 1967–68      | «Торонто Мейпл-Ліфс»   | НХЛ          | 55               | 3                | 17               | 20               | 13               | —       | —       | —       | —       | —       |
| 1968–69      | «Монреаль Канадієнс»   | НХЛ          | 25               | 0                | 5                | 5                | 17               | 1       | 0       | 0       | 0       | 0       |
| 1968–69      | «Міннесота Норт-Старс» | НХЛ          | 12               | 1                | 5                | 6                | 0                | —       | —       | —       | —       | —       |
| 1969–70      | «Філадельфія Флаєрс»   | НХЛ          | 75               | 5                | 26               | 31               | 73               | —       | —       | —       | —       | —       |
| 1970–71      | «Філадельфія Флаєрс»   | НХЛ          | 73               | 3                | 13               | 16               | 39               | 4       | 0       | 2       | 2       | 2       |
| 1971–72      | «Лос-Анджелес Кінгс»   | НХЛ          | 22               | 1                | 2                | 3                | 11               | —       | —       | —       | —       | —       |
| 1971–72      | «Баффало Сейбрс»       | НХЛ          | 43               | 1                | 11               | 12               | 58               | —       | —       | —       | —       | —       |
| 1972–73      | «Баффало Сейбрс»       | НХЛ          | 78               | 5                | 24               | 29               | 56               | 6       | 0       | 0       | 0       | 8       |
| 1973–74      | «Клівленд Крузейдерс»  | ВХА          | 44               | 5                | 21               | 26               | 37               | —       | —       | —       | —       | —       |
| 1974–75      | «Клівленд Крузейдерс»  | ВХА          | 77               | 0                | 16               | 16               | 83               | 5       | 1       | 3       | 4       | 0       |
| 1975–76      | «Вінніпег Джетс»       | ВХА          | 71               | 1                | 12               | 13               | 62               | 12      | 0       | 2       | 2       | 32      |
| Усього в НХЛ | Усього в НХЛ           | Усього в НХЛ | 791              | 36               | 196              | 232              | 579              | 74      | 2       | 9       | 11      | 30      |
| Усього у ВХА | Усього у ВХА           | Усього у ВХА | 192              | 6                | 49               | 55               | 182              | 17      | 1       | 5       | 6       | 32      |

## Тренерська статистика
| Команда          | Сезон   | Регулярний сезон | Регулярний сезон | Регулярний сезон | Регулярний сезон | Регулярний сезон | Регулярний сезон | Плей-оф            |
| Команда          | Сезон   | І                | В                | П                | Н                | О                | Результат        | Результат          |
| ---------------- | ------- | ---------------- | ---------------- | ---------------- | ---------------- | ---------------- | ---------------- | ------------------ |
| «Вінніпег Джетс» | 1977–78 | 80               | 50               | 28               | 2                | 102              | 1-е ВХА          | Володар Кубка Авко |
| «Вінніпег Джетс» | 1978–79 | 61               | 28               | 27               | 6                | 62               | 3-є ВХА          | звільнений         |
| Усього           | Усього  | 141              | 78               | 55               | 8                |                  |                  |                    |